# 迪爾克羅夫特 (北卡羅萊納州)
迪爾克羅夫特（英語：Deercroft）是位於美國北卡羅萊納州蘇格蘭縣的普查規定居民點。

## 人口
根據2020年美國人口普查的數據，迪爾克羅夫特的面積為3.50平方千米，當中陸地面積為3.34平方千米，而水域面積為0.16平方千米。當地共有人口414人，而人口密度為每平方千米118.29人。